# Церква святителя Миколая Чудотворця (Гусятин)
Церква святителя Миколая Чудотворця в Гусятині — парафія і храм Хоростківського благочиння Тернопільської єпархії Православної церкви України в смт Гусятин Чортківського району Тернопільської области.

## Історія церкви
У 1995 році було зареєстровано православну громаду УПЦ КП (нині ПЦУ) та освячено хрест на місці майбутнього храму святителя Миколая.
Спочатку для проведення богослужінь збудували тимчасове приміщення. Згодом громада, натхненна цією ідеєю, розпочала будівництво. 25 листопада 2006 року архієпископ Тернопільський і Кременецький Іов освятив наріжний камінь майбутньої церкви. Зараз будівництво продовжується зусиллями священника Івана Бучка та громади.

## Парохи
- о. Іван Бучко (з 25 грудня 1995).